# Ioan Burduja
Ioan Burduja (n. 28 august 1911, Dragomirești, județul Neamț – d. 12 noiembrie 1985, Iași) a fost un economist, finanțist român, profesor de Finanțe și Asigurări la Universitatea Alexandru Ioan Cuza din Iași, Facultatea de Științe Economice, actuala Facultatea de Economie și Administrarea Afacerilor din Iași.

Ioan Burduja, la terminarea Liceului, 1932

## Carieră profesională
Ioan Burduja s-a născut la 28 august 1911 în comuna Dragomirești, județul Neamț, într-o familie de țărani cu mulți copii. A urmat între 1924-1932 cursurile Liceului „Petru Rareș”⁠(en)[traduceți] din Piatra Neamț, iar în perioada 1934-1938, Facultatea de Drept a Universității „Alexandru Ioan Cuza” din Iași, avandu-i ca profesori printre alții pe: Gheorghe Zane, Traian Bratu, Gh. A. Cuza, Alfred Juvara, Vespasian V. Pella, Petru Dragomirescu, Ștefan Grigore Berechet, Florin Sion,Traian Ionașcu, Nicolae Dașcovici. Obținând licența în 1939, în același an este admis la doctorat în Drept secția economie-politică și activează ca Avocat în Baroul Iași. Din cauza situației precare și a vremurilor nu și-a permis să-și definitiveze studiile doctorale. După terminarea studiilor, a activat cațiva ani în serviciile funcționale din diferite instituții de învățământ ieșene, Pedagog la Colegiul Național din Iași (1937-1939),  Șef serviciu mobilizări la Universitatea „Alexandru Ioan Cuza” din Iași (1939), Secretar-șef la Institutul Agronomic Ion Ionescu de la Brad (1942-1949) și Șef serviciu administrativ la Institutul de Medicină și Farmacie din Iași (1949-1951). A devenit apoi profesor la Liceul  Economic din Iași (1946-1949), predând disciplinele: Statistică, Economie politică și Legislație economică. Tot la Iași a absolvit, în 1948, Seminarul Pedagogic Universitar. Din anul 1950, a funcționat fără întrerupere în învățământul superior economic. În 1950, este numit Asistent la Institutul de Științe Economice și Planificare Iași, unde a predat până în 1955. Apoi, între 1955 și 1963, a predat ca Lector la Institutul Politehnic Iași, Facultatea de Industrie Ușoară, secția ingineri tehnico-economici, având în această perioadă o bogată publicistică în domeniul industriei ușoare.
În 1962, în urma divizării secției tehnico-economică a Institutului Politehnic, a fost transferat la  Universitatea Alexandru Ioan Cuza, Facultatea de Studii Economice, care se înființase atunci, la disciplina Finanțe generale, secția Finanțe și Contabilitate, unde a funcționat ca Conferențiar provizoriu până în 1971, an în care a ocupat prin concurs postul de Conferențiar titular la disciplinele Finanțe și Asigurări. Datorită mașinațiilor politice acelor vremuri s-a pensionat în anul 1976 cu titlul de Conferențiar universitar, doctor în economie. Teza de doctorat, cu tema "Valorificarea superioară a resurselor de lână din România", a fost susținută în 1970, la Universitatea ieșeană, conducător științific, Prof. univ. dr. docent Dumitru Rusu, cu informații bibliografice consultate din peste 200 de titluri românești și străine. Ca profesor la Facultatea de Finanțe, și-a editat propriul Curs de Finanțe partea I 554 pag, și Cursul de Finanțele Republicii Socialiste România, Vol.I 262 pag si Vol.II 250 pag, fiind singurul Curs de Finanțe al Universității ieșene, în acea perioadă și al treilea Curs de Finanțe pe țară, după profesorii Iulian Văcărel și Gh. Bistriceanu. Pe lângă Cursul de Finanțe, a inaugurat în 1971 și o disciplină nouă pentru acea perioadă în învățământul economic ieșean: Asigurările de stat de bunuri și persoane. Recunoscut pentru corectitudine și severitate, lecțiile sale, extrem de documentate și cu o pronunțată amprentă originală, s-au bucurat de mare audiență și apreciere din partea studenților. Pe lângă îndelungata activitate didactică, Ioan Burduja a desfășurat, în paralel, și o susținută muncă științifică, concretizată în peste 100 de lucrări, cursuri și comunicări științifice. A participat la numeroase conferințe naționale, sesiuni știintifice, a condus numeroase lucrări de diplomă, fiind, de asemenea membru al comisiilor de doctorat precum și al concursurilor de ocupare a posturilor în învățământul superior. Activitatea sa științifică a fost canalizată în trei direcții:

Promoția Fac.de.Ind.Ușoara secția tehnico-economică, 1961.

- Cercetări în domeniul disciplinelor pe care le-a predat la catedra: Finanțe publice, Finanțarea și creditarea industriei ușoare, Planificarea economiei naționale, Legislație economică, Economia industriei textile, Normare tehnică, Finanțele generale(finanțele capitaliste), Finanțele R.S.R, Asigurări de bunuri și persoane;
- Cercetări în legătură cu teza de doctorat, în acest scop publicând o mare parte din teză sub formă de articole, în diverse reviste de specialitate;
- Cercetări în legătură cu alte activități din domeniul economic și de învățământ.

Lucrările sale aduc contribuții valoroase în domeniul finanțelor și a științelor economice, în general.
Fire înclinată spre studiu și detaliu, cărturar autentic, Ioan Burduja a depășit cadrul restrâns al specializării didactice. El a publicat și studii de istorie a gândirii financiare de-a lungul timpului: Finanțele în opera lui Nicolae Suțu; Știința financiară în "Notele de curs" ale lui Ion Ionescu de la Brad; Nicolae Iorga și istoria finanțelor. S-a preocupat și de analiza gândirii financiare din lucrările lui Emil Costinescu, Dimitrie Cantemir, Nicolae Titulescu, G. D. Creangă, Vasile Conta și alții. A colaborat la realizarea unor lucrări monografice din județul Neamț, una din ele fiind Platforma industrială Săvinești și împrejurimile. O atenție deosebită a acordat refolosirii și valorificării superioare a resurselor materiale în industrie. În ultimii ani, s-a preocupat îndeosebi de Mihai Eminescu, scoțând la iveală o latură neștiută de poporul român în acea perioadă comunistă, și anume - Economistul Eminescu - a cărui viziune genială și subtilă analiză economică asupra timpului său, publicate în Opera Politică, au rămas valabile și un secol mai târziu. În total, i-a consacrat lui Eminescu cel putin 16 studii și articole, dintre care cităm câteva: „Mihai Eminescu — gânditor de seamă al economiei românești” (publicat în Iugoslavia, Revista „Lumina”); „ Mihai Eminescu – preocupări economice și statistice”; „Mihai Eminescu – profesor suplinitor de geografie și statistică la Iași”. Profesorul Ioan Burduja a trecut în neființă în ziua de 12 noiembrie 1985 și a fost înmormântat la Cimitirul Eternitatea din Iași.
Profesorul Ioan Burduja a format o serie de studenți care au făcut carieră didactică economică și care i-au continuat disciplinele predate. Astăzi, mulți profesori de la F.E.A.A. i-au fost studenți.

## Lucrări publicate
- Din gândirea financiară a lui G.D. Creangă / I. Burduja, N. Lupu, G. Ștefura. În: Caiet selectiv, Iași, 1969, p. 82-95
- Mihai Eminescu. "De la Dopia-Scriptura" la stiinta contabilitatii moderne. Iasi. 1973
- Mihai Eminescu – preocupări economice și statistice. Statistica, “Excelent instrument de observație…” În: Revista de statistică, 28, nr. 7, iul. 1979,  p. 57-62.
- Din preocupările lui Mihai Eminescu privind starea agriculturii românești. În: Cercetări agronomice în Moldova. Culegere de articole (Iași), An. 1, 1980, p. 137-139.
- Mihai Eminescu gânditor de seamă al economiei românești. În: Lumina (Panciova), nr. 7-8, iul-aug. 1980, p. 488-495.
- Mihai Eminescu. Contribuții la modernizarea sistemului de învățământ în România, generat de procesele economico-sociale ale epocii sale. În: Sudii și Cercetări Economice (Iași), An. 10, nr. 1, 1984, p. 101-102.
- Mihai Eminescu – unele aspecte ale poemului „Ce-ți doresc eu ție, dulce Românie”. În: Sudii și Cercetări Economice (Iași), An. 10, nr. 1, 1984, p. 113-120.
- Mihai Eminescu despre influența condițiilor medico-sociale asupra sănătății populației românești. În: Revista Medico-Chirurgicală (Iași), 88, nr. 1, ian-mar, 1984, p. 159-162.
- Mihai Eminescu – Contribuții privitoare la „Studierea condițiilor necesare” formării industriei și comerțului modern. În: Sudii și Cercetări Economice (Iași), An. 10, nr. 1, 1984, p. 71-82.
- Mihai Eminescu. Din „abecedarul economic” și „economia națională”. În: Studii și Cercetări Economice (Iași), An. 11, nr. 1, 1985, p. 61-72.
- Mihai Eminescu – preocupări de ordin statistic în activitatea sa de profesor și ziarist. În: Revista de statistică, 34, nr. 10, 1985, p. 60-64.
- Nicolae Titulescu, militant pentru o reformă fiscală progresistă. În: Viața economică, An. 3, nr. 23, 4 iun. 1965, p. 9.
- Nicolae Titulescu, preocupări în domeniul învățămîntului superior. Pagini de istorie a învățământului românesc. În: Revista învățămîntului superior, An.8, nr. 3, mar. 1966, p. 40-46.
- Nicolae Titulescu, profesor universitar la Iași. În: Flacăra Iașului, An. 21, nr. 6070, 17 mar. 1966, p. 3.
- Nicolae Iorga și istoria finanțelor. În: Cronica, An. 1, nr. 23, 16 iul. 1966, p. 10.
- Vasile Conta – preocupări statistice. În: Revista de statistică, 31, nr. 8, aug. 1982, p. 51-58.
- Vasile Conta: un valoros studiu financiar referitor la „răscumpărarea” căilor ferate. Analele Științifice ale Universității „Al. I. Cuza” din Iași. Filosofie, v. 29, 1982, p. 55-56.
- Vasile Conta. Contribuții la progresul culturii și științei românești.  Extras,  Iași, 1983,  11 p. În: Sudii și Cercetări Economice (Iași), An . 9, nr. 1, 1983, p. 72-93.
- Finanțele în opera lui Nicolae Șuțu. În: Economistul Nicolae Suțu / C.C. Angelescu, I. Burduja, Gh. Dobre, E. Marin, C. Sîrbu, Gh. Stoica, A.G. Tătaru, M. Todosia , București, Editura Academiei R.S.R, 1974, p. 45-55. Rezumat in lb. fr.
- Primele "Note de curs" privind știința finaciară din România concepute în 1859 de Ion Ionescu de la Brad. În: Analele Științifice ale Universității „Al. I. Cuza” din Iași. (Serie nouă). Științe Economice,  Tom. l8, 1972, p. 179-188.
- Modelul  “notelor de curs” privind finanțele românești după programa “Principii generale de finanțe a lui Ion Ionescu de la Brad”. În: Analele Științifice ale Universității „Al. I. Cuza” din Iași. (Serie nouă). Secțiunea a II-a. Științe Economice, 1971
- Unele aspecte economico-juridice ale principalelor planuri financiare. Comunicare prezentată în sesiunea științifică a cadrelor didactice din 30 sep.-1 nov. 1965. În: Analele Științifice ale Universității „Al. I. Cuza” din Iași. (Serie nouă). Științe sociale, b.Științe filozofice, economice și juridice, Tom. 13, 1967, p. 91-101. Rezumat în lb. fr.
- Conceptul național-decizional mijloc esențial în cunoșterea și folosirea optimă a relațiilor financiare / I. Burduja, Gh. Bistriceanu și Gh. Voinea. În: Analele Științifice ale Universității „Al. I. Cuza” din Iași. (Serie nouă). Științe Economice,  Tom. 19, s. 3 c,1973, p. 61-65. Rezumat în lb. en.